# Norra Konsterud
Norra Konsterud är ett naturreservat i Kristinehamns kommun i Värmlands län.
Området är naturskyddat sedan 1999 (1959 som domänreservat) och är 3 hektar stort. Reservatet består i väste av gammal, gles talldominerad skog som i öster har ett stort inslag av gran.